# Ращеп

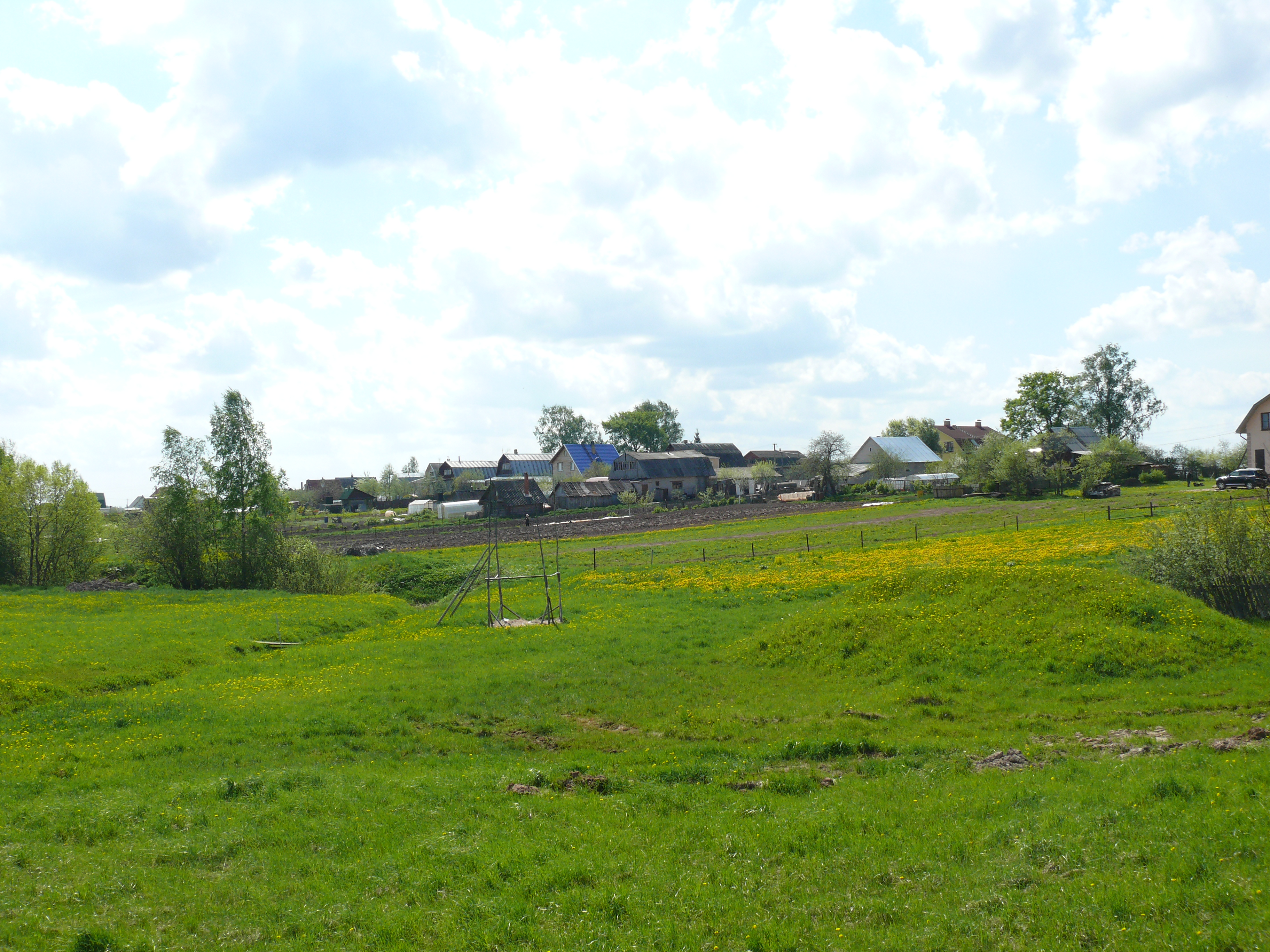
Вид на деревню

Раще́п — деревня в Новгородском районе Новгородской области, входит в состав Ракомского сельского поселения.
Деревня расположена в северной части Новгородского поозерья в 1 км от истока реки Волхов. Ближайшие населённые пункты — деревни Старое Ракомо и Юрьево. С севера от деревни проходит Юрьевское шоссе, в 1 км к северо-востоку находится Перынь.
Деревня упоминается в писцовой книге 1498 года (в то время — Розщеп), как стоявшая над Простью. В то время она состояла из двух дворов и принадлежала Юрьеву монастырю. В этом месте заготавливали дубовые дрова для огня на Перуновом капищи,ращепляли дубовые колодки,и отвозили к святилищу.Здесь же росла дубовая священная роща,или Проща.Поскольку рубить дуб повсеместно было запрещено.